# ارتورو سانهويزا
ارتورو سانهويزا (بالإسبانية: Arturo Sanhueza)‏ (11 مارس 1979 بكونثبثيون في تشيلي - ) هو لاعب كرة قدم تشيلي في مركز الوسط. شارك مع منتخب تشيلي لكرة القدم. أما مع النوادي، فقد لعب مع أرتورو فرنانديز فيال وإيفرتون دي فينا ديل مار وسانتياغو واندررز وكولو-كولو وDeportes Temuco ‏ وديبورتيس إيكيكي وأونيفرسيداد دي كونسيبسيون ‏.

## روابط خارجية
- ارتورو سانهويزا على موقع قاعدة بيانات كرة القدم.إي يو (الإنجليزية)
- ارتورو سانهويزا على موقع ناشيونال فوتبول تيمز (الإنجليزية)
- ارتورو سانهويزا على موقع Soccerway.com (الإنجليزية)
- ارتورو سانهويزا على موقع عالم كرة القدم.نت (الإنجليزية)
- ارتورو سانهويزا على موقع AS.com (الإسبانية)